# Hongaarse Rapsodieën
De Hongaarse Rapsodieën S.244 is een serie van 19 rapsodieën voor piano op Hongaarse volksthema's, geschreven door Franz Liszt in de jaren 1846-1852 en daarna nog in 1882 en 1885. Liszt maakte ook versies voor symfonieorkest, pianotrio, twee piano's en piano vierhandig. 
De Hongaarse rapsodie nr. 2 in cis-mineur is veruit de bekendste. De rapsodieën zijn geschreven in een Lassan-Friska-vorm, de basisvorm van de csárdás. Het Lassan-gedeelte is relatief langzaam met soms enkele snelle passages. Het grootste deel is echter langzaam. In tegenstelling tot de Lassan is de Friska vaak snel en virtuoos, met soms een tragere passage.
Hoewel de 19 rapsodieën allemaal een trager gedeelte bevatten, zijn ze pianotechnisch van een uiterst hoog niveau en schommelen vaak tussen Henle 7 en 9, en zitten hiermee in de hoogste niveaus op schaal van G. Henle.